# Танка
Танка (яп. 短歌 танка, «короткая песня») — 31-слоговая пятистрочная японская стихотворная форма (основной вид японской феодальной лирической поэзии), являющаяся разновидностью жанра вака (яп. 和歌 вака, «песни Ямато»).

## История танка и примеры
Истоки танка — в народных преданиях и устной поэзии эпохи родового строя. В настоящее время танка культивируется как основная форма японской национальной поэзии.
В XIII-XIV веках существовал сатирический жанр — ракусю, а в более поздние времена — юмористическая поэзия кёка (в буквальном переводе «безумные стихи»), которые также используют строфу танка, то есть 5-7-5-7-7.
Поэт Цураюки (IX — начало X века) даёт определение танка как поэзии, «корни которой — в человеческом сердце».
Танка не имеет рифм. Техника этой формы поэзии основана на сочетании пяти- и семисложных стихов с двумя семисложными заключительными стихами:
| 奥山に 紅葉踏みわけ 鳴く鹿の 声きく時ぞ 秋は悲しき | Окуяма-ни момидзи фумивакэ наку-сика-но коэ кику токи дзо аки-ва канасики | В глубине в горах топчет красный клёна лист стонущий олень, слышу плач его… во мне вся осенняя печаль |

(Танка поэта Сарумару-даю)
Составленное по этой форме стихотворение может содержать до 50 или 100 строчек, и в этом случае оно называется тёка (яп. 長歌 тё:ка, «длинная песня»), или нагаута (яп. 長歌 нагаута), однако большинство японских танка состоит из пяти строк по схеме — 5-7-5-7-7, что в общей сложности составляет 31 слог.
Во всём мире широко известны японские трёхстишия хайку (или хокку) и пятистишия танка. Эпитафией японского поэта Исикавы Такубоку стала его самая известная танка:

На северном берегу,

Где ветер, дыша прибоем,

Летит над грядою гор,

Цветёшь ли ты, как бывало,

Шиповник, и в этом году?..
— Перевод Веры Марковой
На рубеже XIX—XX веков появилось несколько поэтических циклов в жанрах японской лирики: «Подражание японскому» Вячеслава Иванова, «Японские танки и хай-кай» Валерия Брюсова, «Пять танок» Андрея Белого, «Лепестки Сакуры» Венедикта Марта.

В синеве пруда

Белый аист отражён;

Миг — и нет следа.

Твой же образ заключён

В бедном сердце навсегда.

 Валерий Брюсов